# Evertsen (Schiff, 1928)
Die Evertsen (Kennung: EV) war ein niederländischer Zerstörer der Admiralen-Klasse, der in den 1920er Jahren für die Königlich Niederländische Marine gebaut wurde. Der Zerstörer diente in den Gewässern von Niederländisch-Indien und nahm ab 1941 am Pazifikkrieg gegen das Japanische Kaiserreich teil.
Die Evertsen wurde unmittelbar nach der Schlacht in der Sundastraße am 1. März 1942 nach Beschuss durch zwei japanische Zerstörer auf ein Riff gesetzt und aufgegeben.

## Bau und Klasse
Mitte der 1920er Jahre wollten die Niederlande vier moderne Zerstörer für den Einsatz in ihrem ostindischen Kolonialreich beschaffen, die die veralteten Zerstörer der Roofdier-Klasse ersetzen sollten. Die Neubauten wurden bei niederländischen Werften nach einem Entwurf der britischen Werft Yarrows in Glasgow bestellt, die nach einem sehr ähnlichen Entwurf mit der Ambuscade einen der Prototypen für die künftigen Zerstörer der britischen Royal Navy 1924 bis 1927 baute.
Für den Dienst in den Kolonien erhielten die Zerstörer ein Wasserflugzeug, jedoch kein Katapult. Während des Zweiten Weltkriegs wurden die Zerstörer zum Teil modernisiert und das Flugzeug von Bord genommen.
Das Schiff wurde am 5. August 1925 von der „Burgerhouts Scheepswerf en Machinefabriek“ in Rotterdam auf Kiel gelegt und lief am 29. Dezember 1926 vom Stapel. Sie war das zweite Schiff des ersten Bauloses dieser Klasse, zu dem drei weitere Schiffe gehörten. Benannt war die Evertsen, wie ihre Schwesterschiffe Van Ghent, Kortenaer und Piet Hein, nach bekannten niederländischen Admiralen. Namensgebend war hier die niederländische Seefahrerfamilie Evertsen, die während des niederländischen Goldenen Zeitalters mehrere Admirale hervorgebracht hatte.

### Bewaffnung
Die niederländischen Neubauten erhielten mit vier 12,0-cm-Kanonen eine gleichartige Hauptbewaffnung wie die britischen Neubauten. Allerdings handelte es sich um Waffen des schwedischen Herstellers Bofors, die in den Niederlanden in Lizenz gebaut wurden. Je zwei wurden an Bug und Heck sich überschießend angeordnet. Gleicher Herkunft waren zwei 7,5-cm-Flugabwehrkanonen, die auf gleicher Höhe auf einer Plattform zwischen den Schornsteinen installiert wurden. Die Flugabwehrbewaffnung ergänzten vier schwere 12,7-mm-Maschinengewehre der Bauart Browning M2 an den Seiten des Brückenhauses. Dazu kam noch die Bewaffnung mit sechs 53,3-cm-Torpedorohren, die hintereinander mittschiffs in zwei Drillingssätzen hinter den Schornsteinen und vor dem hinteren Deckshaus mit der erhöhten Heckkanone eingebaut wurden.
Vorbereitet waren die Schiffe auch für einen Einsatz als Minenleger. Sie erhielten für einen derartigen Einsatz zwei Schienen vom hinteren Deckshaus bis zu den Abwurfluken kurz vor dem Heck. Zur Abwehr von U-Booten wurden die Zerstörer später auch mit zwölf Wasserbomben und vier Werfern ausgerüstet.
Das Flugzeug vom Typ Fokker C.VII-W wurde auf einer Plattform über dem hinteren Torpedorohrsatz transportiert. Auf der Scheinwerferplattform befand sich ein Mast mit einem Ladebaum, um das Flugzeug zum Start auf das Wasser zu setzen oder wieder an Bord zunehmen.

## Einsatzgeschichte
Die Koninklijke Marine stellte die Evertsen am 12. April 1928 in Dienst. Sie und ihr Schwesterschiff De Ruyter (später in Van Ghent umbenannt) verließen die Niederlande am 27. September 1928 nach Niederländisch-Ostindien.
Am 29. Juli 1929 verließen Evertsen, De Ruyter, der Kreuzer Java und die U-Boote K II und K VII Surabaya und reisten nach Tanjung Priok, den Hafen Batavias. In Tanjung Priok warteten die Schiffe auf die königliche Yacht Maha Chakri des Königs von Siam und den Begleitzerstörer Phra Ruang. Danach besuchten die Schiffe ohne die U-Boote Bangka, Belitung, Riau, Lingga-Inseln, Belawan und Deli. Am 28. August kehrten sie in Tanjung Priok zurück. Am 31. August nahm das Schiff wiederum gemeinsam mit de Ruyter und Java anlässlich des Geburtstages der niederländischen Königin Wilhelmina an einer Flotteninspektion in Tanjung Priok teil.
Im Februar 1933 gehörte die Evertsen zusammen mit der Java und der Piet Hein zu dem Flottenverband, der das Küstenpanzerschiff De Zeven Provinciën und dessen meuternde Besatzung etwa zwölf Seemeilen nordwestlich der Sundastraße stellte und nach Surabaya geleitete.
Am 13. November 1936 nahm die Evertsen zusammen mit den Kreuzern Sumatra und Java sowie den weiteren Zerstörern Witte de With und Piet Hein an einem Flottenbesuch in Singapur teil. Der Besuch fand im Anschluss an Manöver im Südchinesischen Meer statt.

### Zweiter Weltkrieg
Nach dem Kriegseintritt der Niederlande gegen das Japanische Kaiserreich am 8. Dezember 1941 absolvierte die Evertsen zunächst Konvoidienst in Niederländisch-Ostindischen Gewässern, so etwa vom 13. bis zum 15. Dezember zusammen mit Java und weiteren britischen und australischen Einheiten als Begleitschiff für den Konvoi SM 1 von Batavia nach Fremantle.
Am 18. Januar 1942 übernahm die Evertsen wiederum mit Java und dem Zerstörer Van Nes den Konvoi MS-2, der aus Melbourne nach Singapur unterwegs war und auf Sumatra britische Truppen entladen sollte. In der Folge sollte das Schiff an den Kämpfen gegen die japanischen Invasionsstreitkräfte teilnehmen und wurde am 2. Februar der alliierten ABDA-Flotte unter dem US-amerikanischen Admiral Thomas C. Hart in Tjilatjap zugeteilt. Schiffskommandant war Lieutenant Commander W. M. de Vries.
Am 27. und 28. Februar 1942 war das Schiff an der Schlacht in der Javasee beteiligt, musste sich aber vor den überlegenen japanischen Kräften zurückziehen und lief zusammen mit dem australischen Leichten Kreuzer Perth und dem Schwere Kreuzer Houston nach Tanjung Priok.
Im Anschluss sollte die Evertsen zusammen mit den beiden Kreuzern über die Sundastraße von nach Tjilatjap weiterfahren. Perth und Houston verließen den Hafen am 28. Februar um 19:00 Uhr, auf der Evertsen waren die Reparaturen noch nicht abgeschlossen, sodass das Schiff erst gegen 21:00 Uhr auslaufen konnte. Im Vorhinein war die Route durch die Straße von Sunda vom alliierten Geheimdienst als feindfrei gemeldet worden.
In dieser Nacht hatte allerdings eine japanische Invasionsflotte mit ihrer Deckung aus zwei Schweren Kreuzern, einem Leichten Kreuzer und neun Zerstörern mit der Landung von Truppen in der Banten Bay am östlichen Ende Javas in unmittelbarer Nähe der Sundastraße begonnen. Perth und Houston stießen auf diese Invasionsflotte und wurden in der Folge am 1. März von den überlegenen japanischen Marineeinheiten angegriffen und versenkt.
Die Besatzung der Evertsen, die versucht hatte, die beiden Kreuzer einzuholen, beobachtete die Schlacht und schaffte es, vor der japanischen Hauptstreitmacht auszuweichen und in die Sundastraße einlaufen. Dort wurde das Schiff allerdings von zwei japanischen Zerstörern, der Murakumo und der Shirakumo gesichtet und schließlich eingeholt und angegriffen. Brennend und bereits sinkend setzte die Crew das Schiff auf ein Riff bei der Insel Pulau Sebuku. Die Überlebenden gaben das Schiff auf und gerieten am 9. und 10. März 1942 in japanische Kriegsgefangenschaft. Der Kommandant der Evertsen starb in Gefangenschaft im April 1942.
Nach dem Verlassen des Schiffes explodierte die hintere Munitionskammer und das Heck des Schiffes wurde abgesprengt.